# Кърмахале
Кърмахале (на гръцки: Κίρρα, Кира) е село в Западна Тракия, Гърция в дем Мустафчово (Мики).

## География
Селото се намира на южните склонове на Родопите.

## История
Към 1942 година в селото живеят 251 души-помаци.